# Burg Falkenstein (Pfalz)

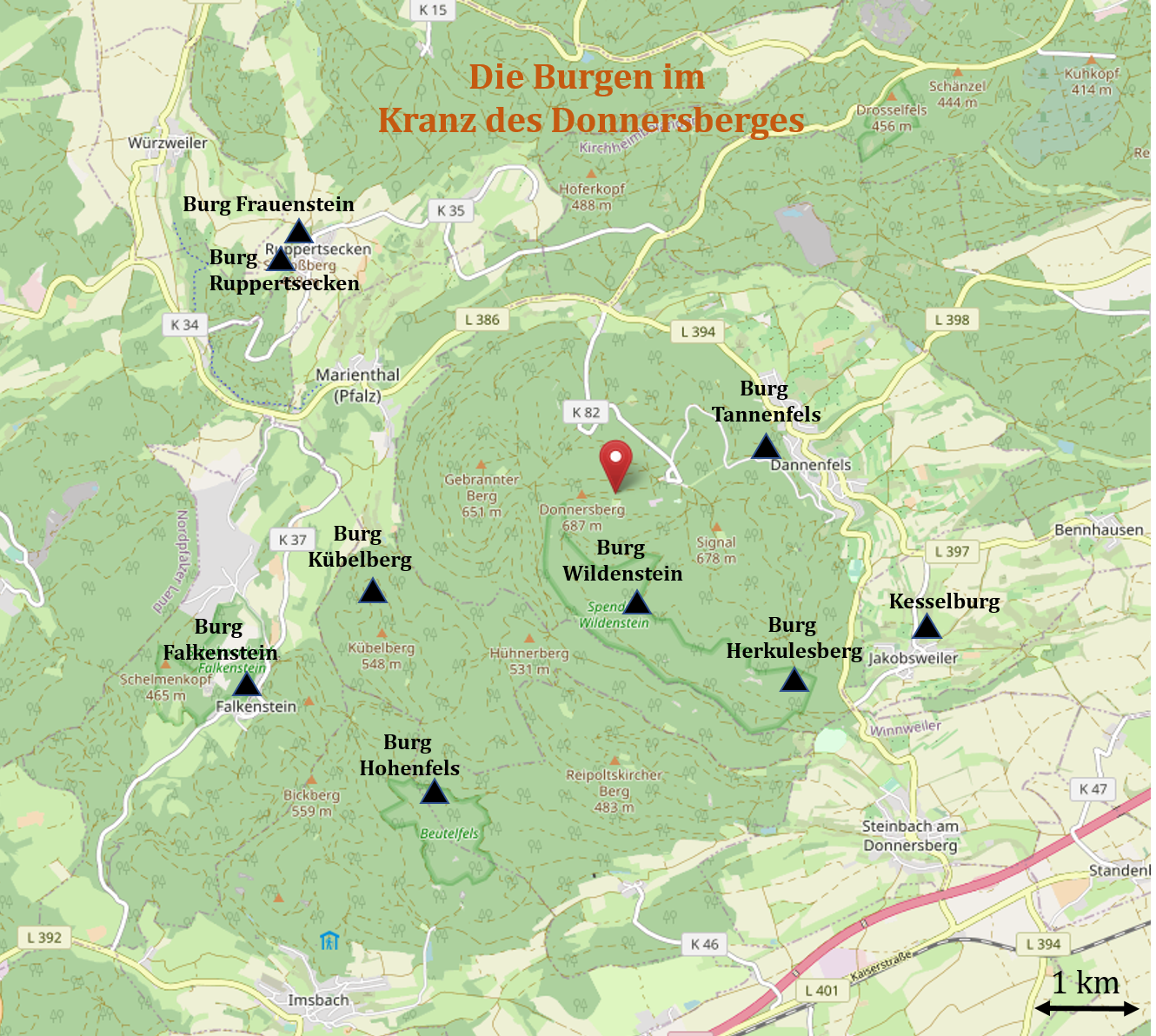
Die Burgen im Kranz des Donnersberges

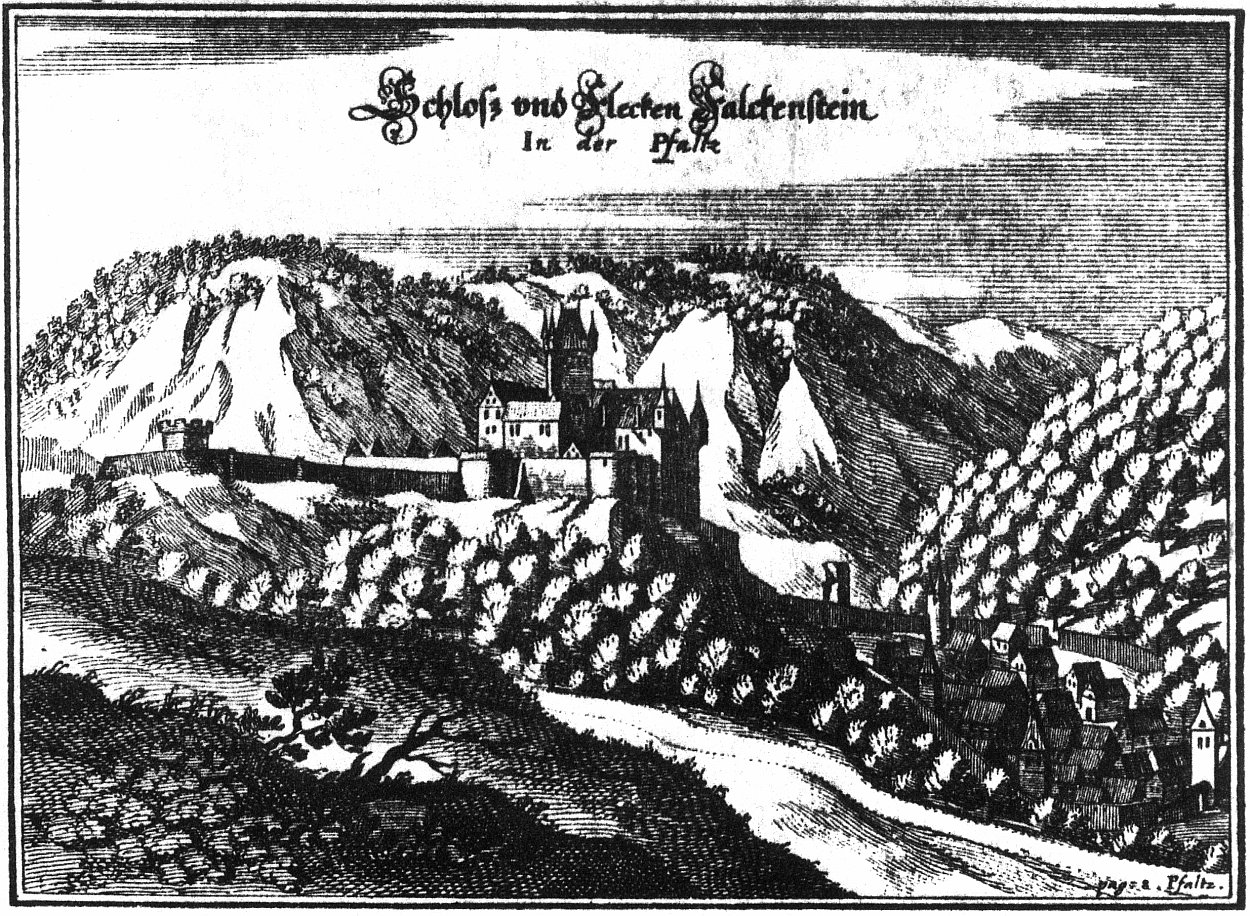
Burg Falkenstein im 17. Jahrhundert

Die Burg Falkenstein ist die Ruine einer aus dem Mittelalter stammenden Höhenburg (Reichsburg) oberhalb des gleichnamigen Dorfes Falkenstein am Donnersberg in Rheinland-Pfalz, der höchsten Erhebung der Pfalz.

## Geschichte
Zur politischen Geschichte vgl. Grafschaft Falkenstein
Eine erste Nennung von 1135 bezieht sich auf Sigbold von Falkenstein und nicht auf die Burg. Er gehörte zu einer Familie, die vermutlich der Reichsministerialität angehörte und Anfang des 13. Jahrhunderts ausstirbt. Vermutlich bestand eine verwandtschaftliche Verbindung mit den Herren von Bolanden. 1233 nennt sich Philipp von Bolanden, nach einer Teilung des Familienbesitzes, „von Falkenstein“ und begründet damit diese Bolander Linie. Nach dem Aussterben der Reichskämmerer von Münzenberg wurde Philipp I. Reichskämmerer, 1255 erbte er die Landvogtei in der Wetterau. Lich wurde später der Mittelpunkt des Herrschaftsgebietes von Philipp I. von Falkenstein. Mitte des 14. Jahrhunderts erbauten sich die Falkensteiner die Burg Neufalkenstein im Taunus.
Nach dem Aussterben der Grafen von Bolanden-Falkenstein 1418 gelangte ihr Besitz an Graf Ruprecht IV. von Virneburg. Von dessen Enkel Wilhelm kaufte 1456 Wirich IV. von Daun-Oberstein die Grafschaft, während die Lehnsherrschaft 1458 von Kaiser Friedrich III. an Herzog Johann II. von Lothringen verliehen wurde. Die Grafen von Daun-Oberstein besaßen Burg und Grafschaft fortan als Lehen des Herzogs von Lothringen.
Während des Dreißigjährigen Krieges überrumpelten im Februar 1644 französische Truppen die Burgbesatzung, wurden im April des gleichen Jahres aber wieder von lothringischen und spanischen Truppen vertrieben. 1647 kam es zu Sprengungen wahrscheinlich durch französische Truppen, es hielt sich aber auch nach dem Westfälischen Frieden 1648 eine Besatzung des nicht in den Frieden einbezogenen Herzogs von Lothringen auf der Burg. Diese wurde 1654 durch den Grafen Wilhelm Wirich von Daun-Falkenstein vertrieben, der Burg und Grafschaft Falkenstein 1667 schließlich an Herzog Karl IV. von Lothringen verkaufte. 1736 gelangten Burg und Grafschaft an das Kaiserhaus Habsburg, die die Grafschaft Falkenstein Vorderösterreich zuordneten. Im Jahr 1794 wurde die Burg während der Koalitionskriege wiederum von den Franzosen zerstört, seither ist sie eine Ruine, die ab 1979 teilweise restauriert wurde.

## Anlage
Teilweise erhalten sind Reste der Außenmauern des Ritterhauses, der Schildmauer, der Ringmauer und der Zisterne. Der Bergfried ist bis auf ein kleines Mauerstück völlig abgegangen. Allerdings soll er einst, inklusive Felsbasis, stolze 37 Meter hoch gewesen sein.

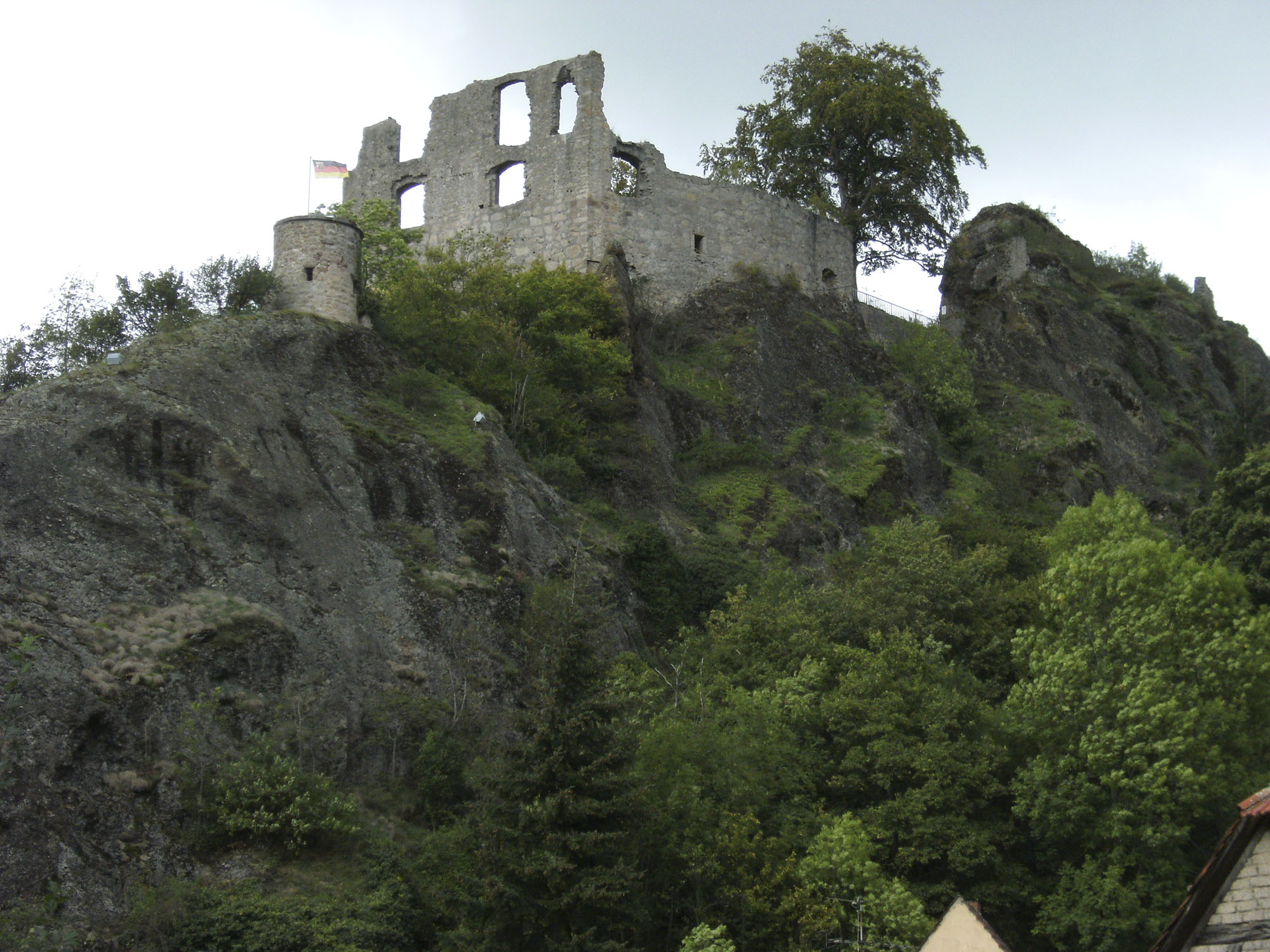
Südseite
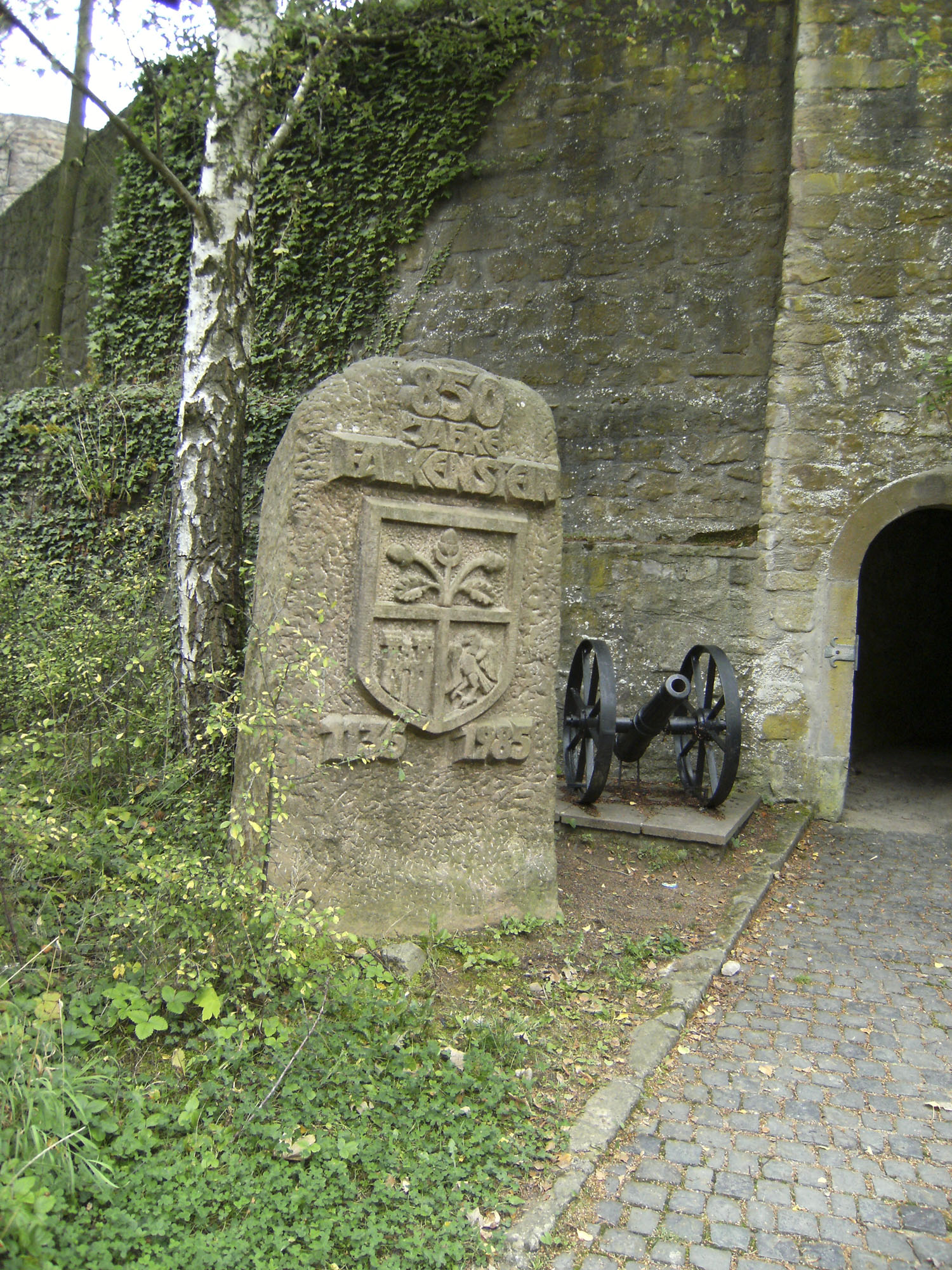
Gedenkstein 850 Jahre Falkenstein
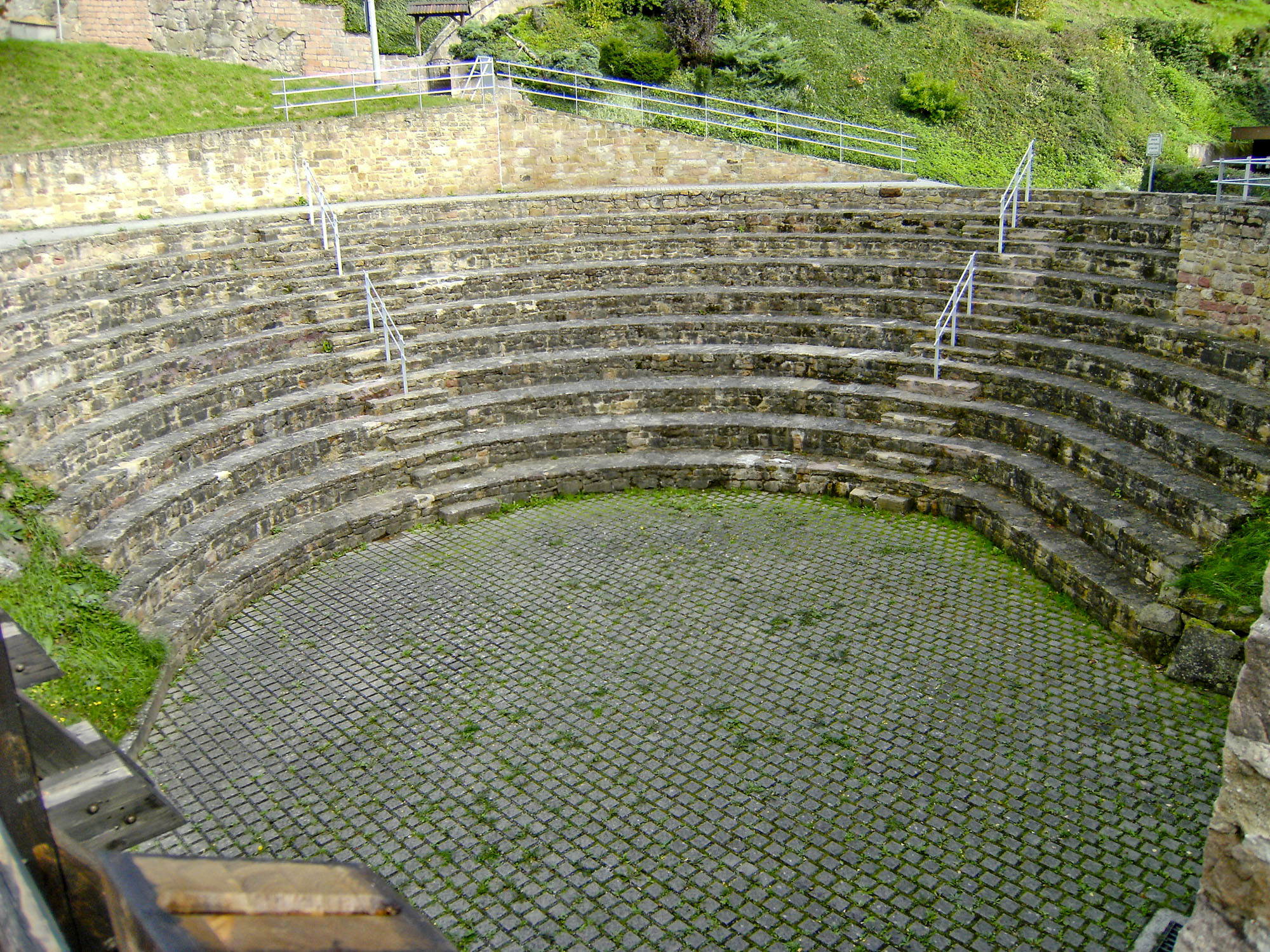
Amphitheater
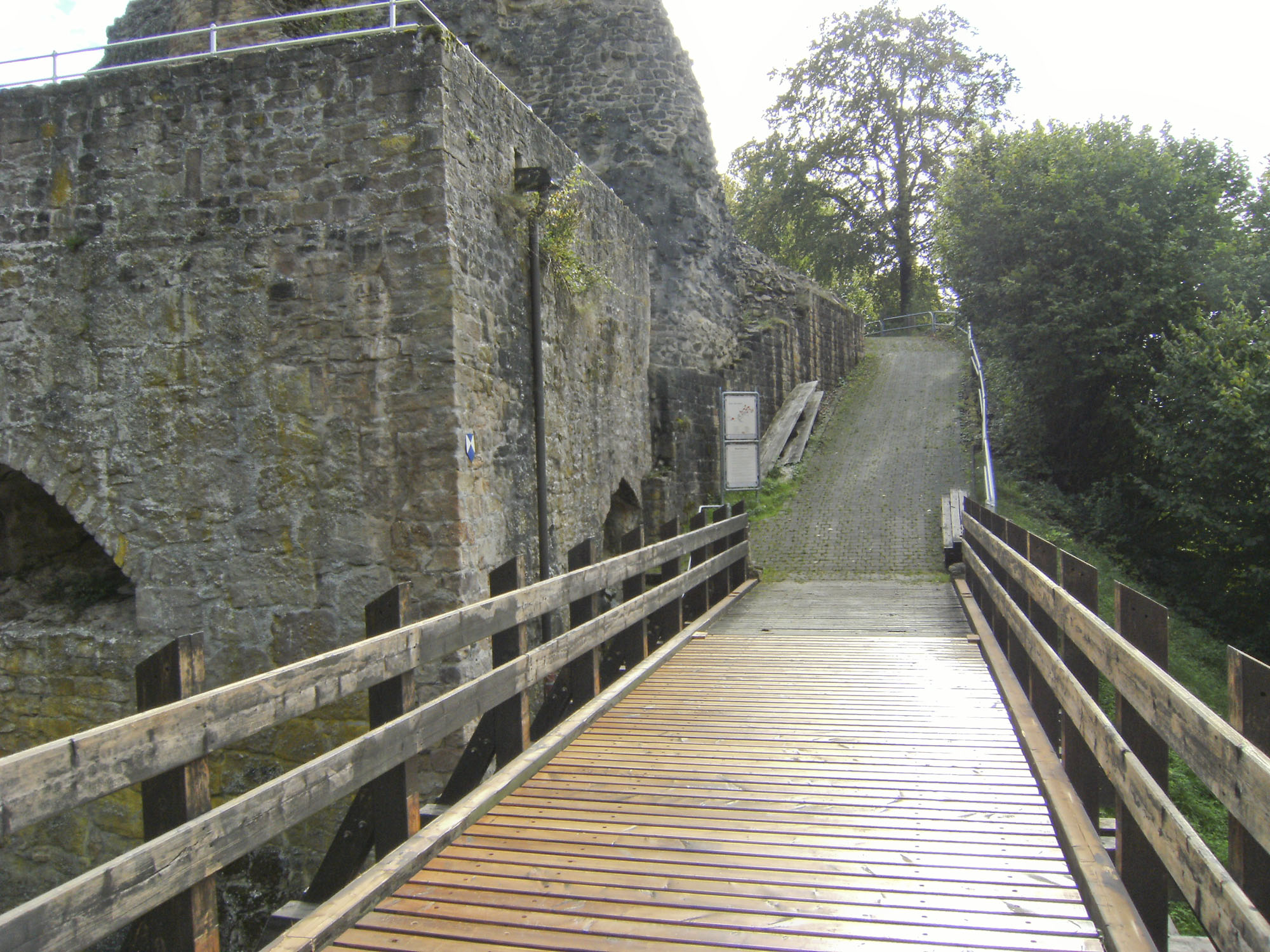
Heutiger Zugang
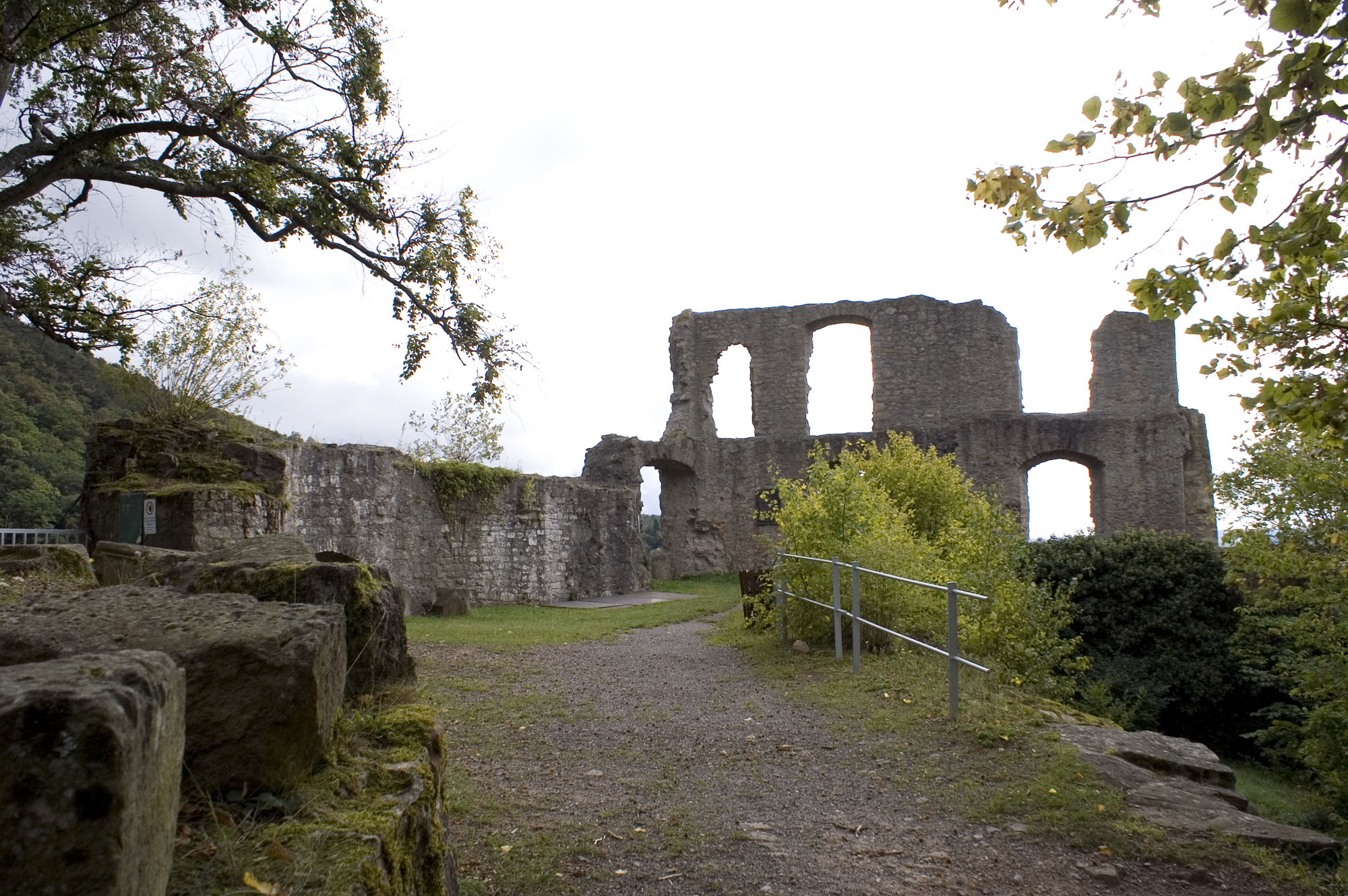
Burghof
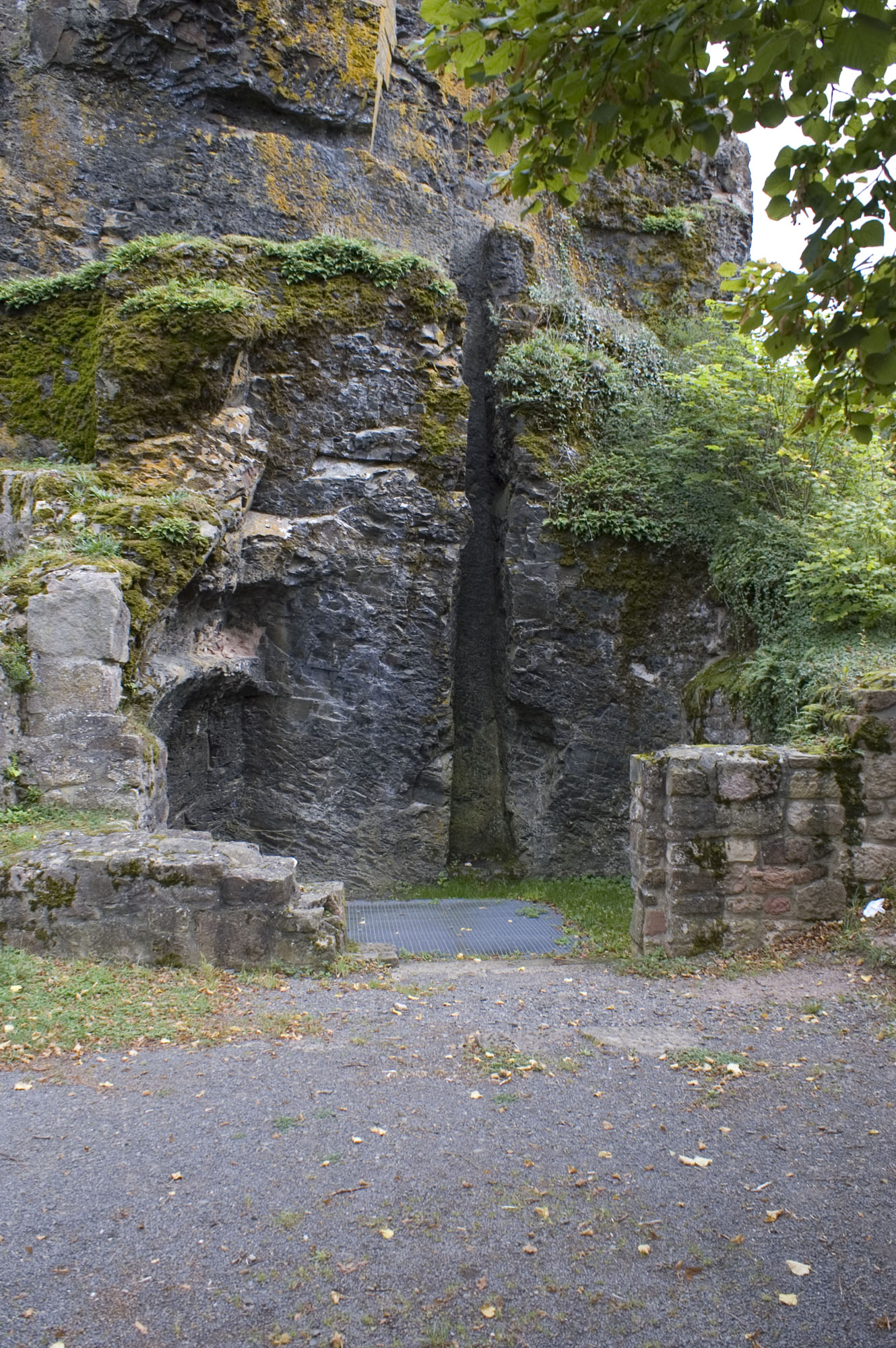
Zisterne
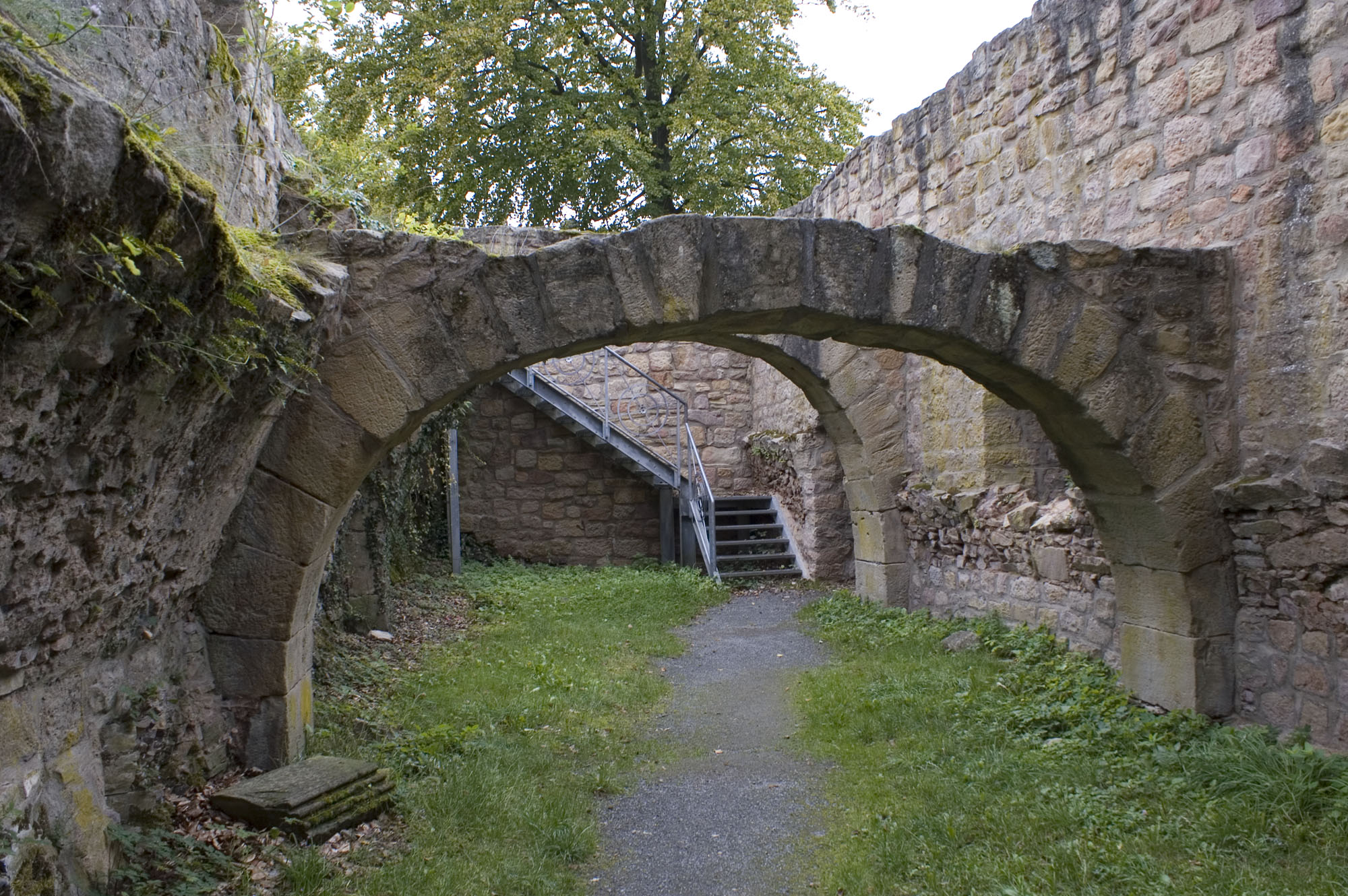
Innenansicht
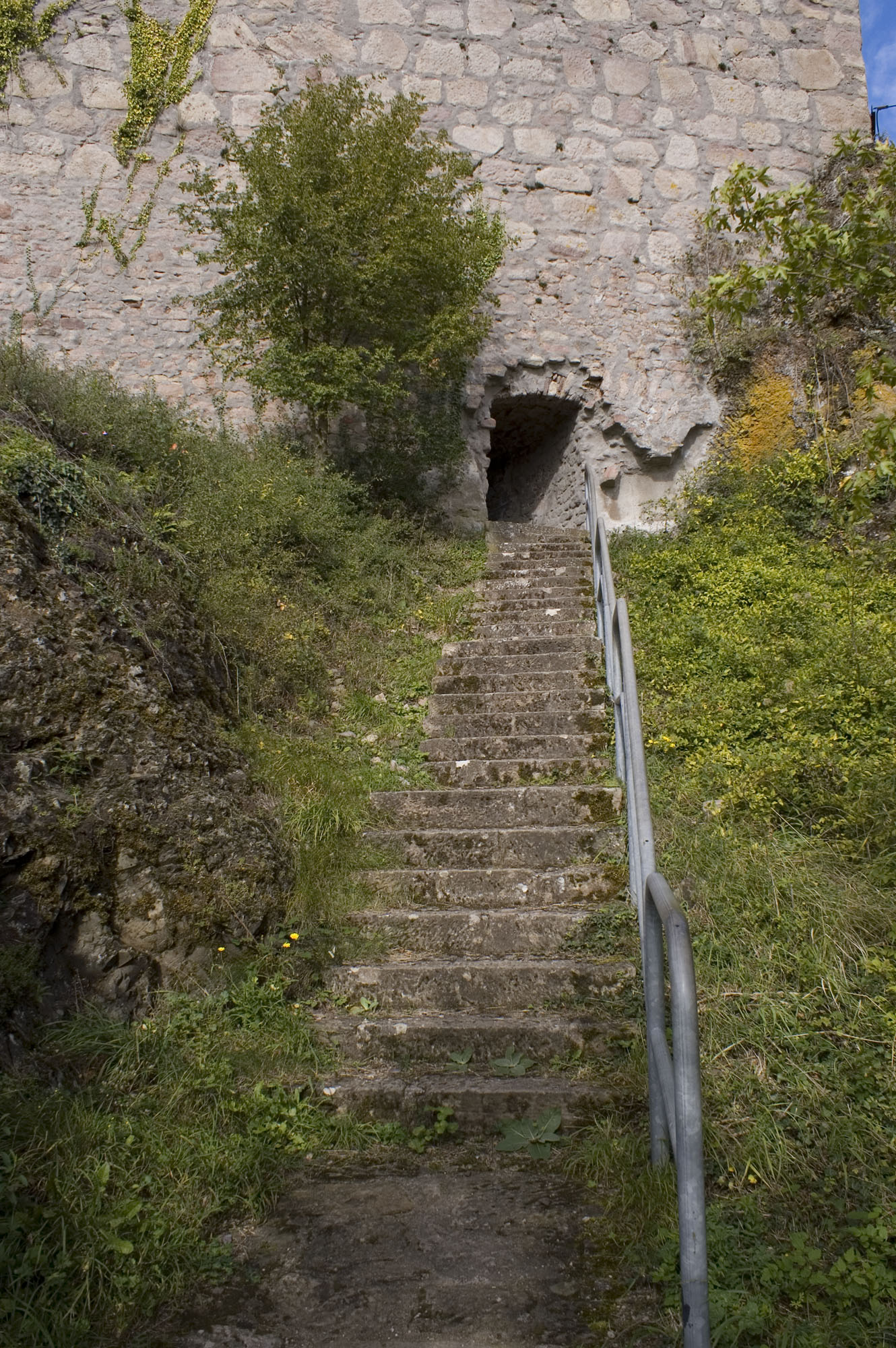
Treppenanlage zum Ritterhaus
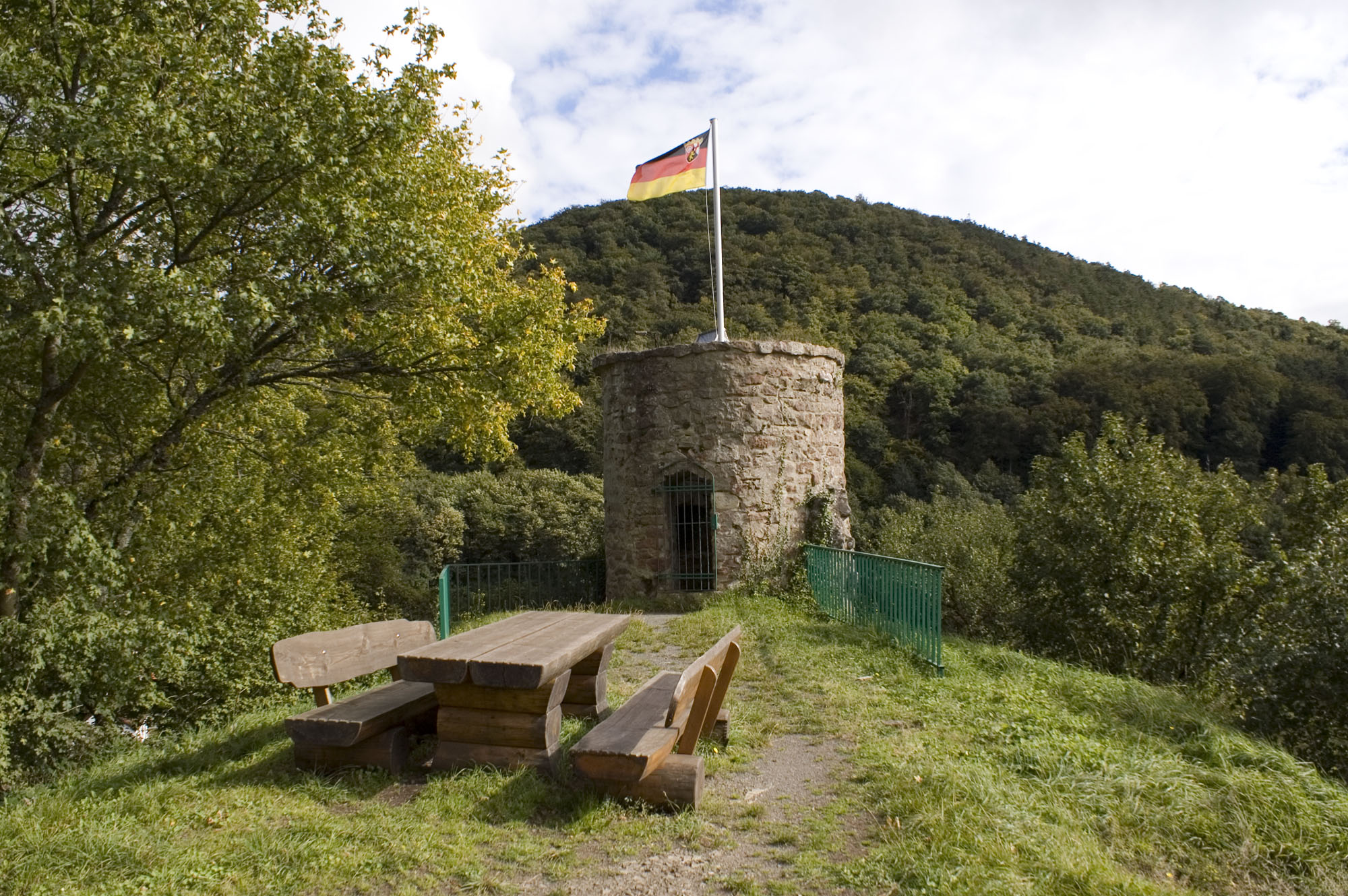
Wachtturm
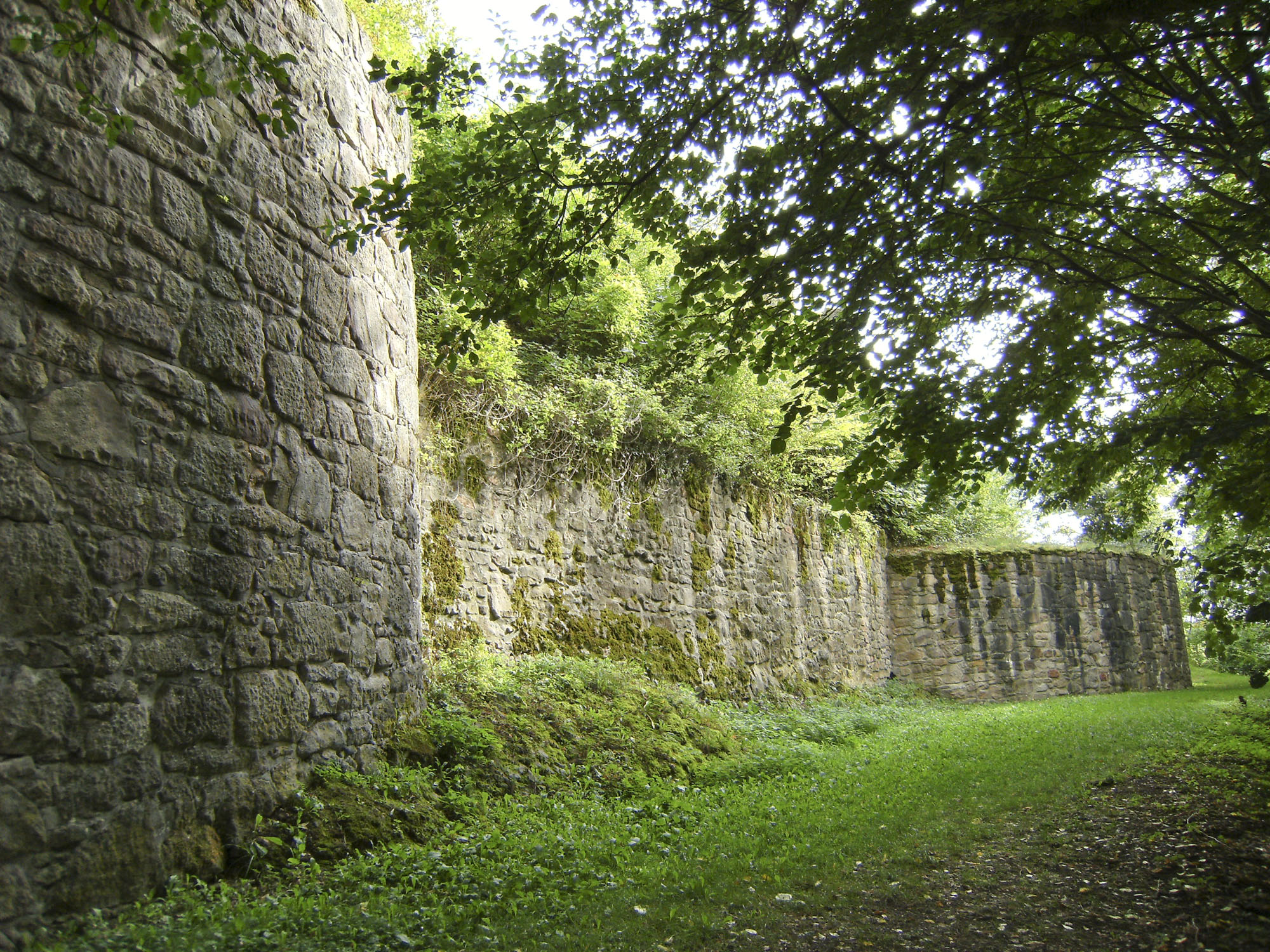
Ringmauer
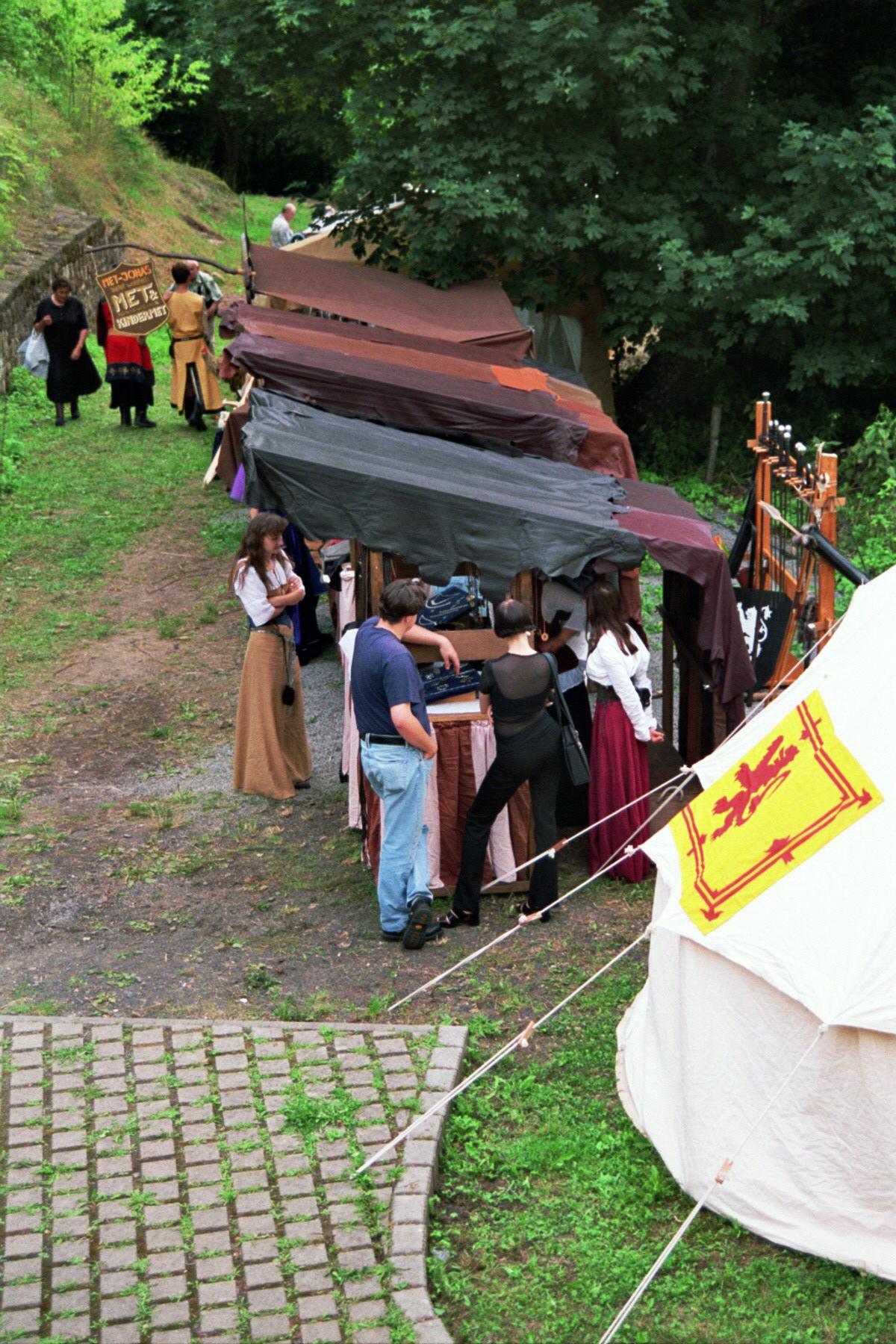
Mittelalterlicher Markt auf der Burg